# A Mẫn
A Mẫn (tiếng Mãn: ᠠᠮᡳᠨ, chuyển tả: Amin, chữ Hán: 阿敏; 29 tháng 10 năm 1586 - 28 tháng 12 năm 1640), Ái Tân Giác La, là một trong Tứ đại Bối lặc, và là Hoàng thân có sức ảnh hưởng thời kỳ đầu nhà Thanh.

## Cuộc đời
A Mẫn sinh vào giờ Tí, ngày 15 tháng 10 (âm lịch) năm Minh Vạn Lịch thứ 14 (1586), trong gia tộc Ái Tân Giác La. Ông là con trai thứ hai của Thư Nhĩ Cáp Tề - em trai của Nỗ Nhĩ Cáp Xích, mẹ ông là Tam kế Phúc tấn Phú Sát thị.

### Thời Nỗ Nhĩ Cáp Xích
Năm Minh Vạn Lịch thứ 36 (1608), ông cùng Chử Anh chinh phạt Ô Lạp bộ, đánh hạ Nghi Hãn Sơn thành. Sau đó, Nỗ Nhĩ Cáp Xích một lần nữa chinh phạt Ô Lạp, Bố Chiếm Thái suất lĩnh 3 vạn quân chống cự, mọi người đều muốn đánh nhưng Nỗ Nhĩ Cáp Xích ngăn lại. Lúc này, A Mẫn nói: "Bố Chiếm Thái đã ra khỏi thành, chúng ta có thể nào lại bỏ mà không chiến?" Vì vậy, Nỗ Nhĩ Cáp Xích mới quyết tâm quyết chiến, tiêu diệt Ô Lạp.
Năm Thiên Mệnh nguyên niên (1616), khi Nỗ Nhĩ Cáp Xích xưng làm Đại hãn và lập nên nước Đại Kim, A Mẫn được phong làm "Hòa Thạc Bối lặc" (和碩贝勒), trở thành một trong Tứ đại Bối lặc, xưng là "Nhị Bối lặc", ba người còn lại là Đại Thiện (kỳ chủ Lưỡng Hồng kỳ), Mãng Cổ Nhĩ Thái (kỳ chủ Chính Lam kỳ) và Hoàng Thái Cực (kỳ chủ Chính Bạch kỳ). Ông là Kỳ chủ Tương Lam kỳ.
Năm thứ 4 (1619), tháng 3, Kinh lược nhà Minh là Dương Hạo mở cuộc tấn công quy mô lớn, A Mẫn theo Nỗ Nhĩ Cáp Xích đại phá quân Minh trong trận Tát Nhĩ Hử. Ông phụng mệnh chống cự Tổng binh nhà Minh là Lưu Đinh ở Đổng Ngạc lộ, sau đó Đại Thiện dẫn quân đến, đại phá quân Lưu Đinh và chém đầu ông ta ngay trong trận này. Sau đó, ông tiếp tục tấn công quân của Minh tướng Kiều Nhất Kỳ. Kiều Nhất Kỳ chạy đến Cố Lạp Khố nhai, hợp quân với tướng quân Triều Tiên là Khương Hoằng Liệt (姜弘烈, 강홍렬). Quân A Mẫn đuổi đến, Khương Hoằng Liệt đầu hàng, Kiều Nhất Kỳ tự sát. Tháng 8, ông theo Nỗ Nhĩ Cáp Xích diệt Diệp Hách.
Năm thứ 5 (1620), tháng 9, Nỗ Nhĩ Cáp Xích tuyên bố phế truất danh vị Trữ quân của Đại Bối lặc Đại Thiện, đồng thời phong A Mẫn, Mãng Cổ Nhĩ Thái, Hoàng Thái Cực, Đức Cách Loại, Nhạc Thác, Tế Nhĩ Cáp Lãng, A Tế Cách, Đa Nhĩ Cổn và Đa Đạc là "Hòa Thạc Ngạch chân", cùng nhau nghị luận chính sự .
Năm thứ 6 (1621), tháng 3, theo Nỗ Nhĩ Cáp Xích hạ Thẩm Dương và Liêu Dương. Tháng 7, Tướng quân Trấn Giang thành là Trần Lương làm phản, đầu quân cho tướng quân nhà Minh là Mao Văn Long. Ngay trong đêm, A Mẫn vượt Trấn Giang, giết chết tướng thủ thành, Mao Văn Long thua cuộc bỏ chạy.
Năm thứ 11 (1626), chinh phạt Khách Nhĩ Khách Ba Lâm bộ và Trát Lỗ Đặc bộ.

### Thời Hoàng Thái Cực
Năm Thiên Thông nguyên niên (1627), Hoàng Thái Cực lo lắng hai mặt thụ địch, đã lệnh cho A Mẫn làm chủ soái, cùng với Bối lặc Nhạc Thác và Tế Nhĩ Cáp Lãng suất quân đánh Triều Tiên. Trước khi lên đường, Hoàng Thái Cực lệnh A Mẫn đồng thời thảo phạt quân Mao Văn Long. Ông chia quân tấn công Thiết Sơn, Mao Văn Long chiến bại liền bỏ trốn.
Quân Hậu Kim vượt qua sông Áp Lục, lần lượt đánh hạ 3 thành Nghĩa Châu (义州), Định Châu (定州) và Hán Sơn (汉山). Sau đó lại vượt sông Gia Sơn, tiếp tục đánh hạ được An Châu, tiếp cận đến Bình Nhưỡng, tướng thủ thành bỏ thành mà chạy trốn. Đại quân tiếp tục vượt sông Đại Đồng, tiến quân đến Trung Hòa, truyền dụ Triều Tiên Quốc vương Lý Tông ra đầu hàng. A Mẫn muốn trực tiếp công hạ vương kinh, nhưng Nhạc Thác và Tế Nhĩ Cáp Lãng mật đàm thỏa thuận trú quân ở Bình Sơn, một lần nữa phái sứ giả truyền dụ Lý Tông.
Triều Tiên Nhân Tổ Lý Tông cho sứ giả đến cầu hòa, Nhạc Thác cùng các Bối lặc đều đã chuẩn bị nghị hòa. Lúc này, A Mẫn lại có dị nghị, muốn trực tiếp tấn công vào Vương kinh. Nhạc Thác liền khuyên nhủ A Mẫn rằng Cấm quân Ngự tiền quá ít, nhà Minh và Mông Cổ đều là địch, nếu biên cương đột phát chiến sự, sẽ không kịp điều quân trở về, vì phòng ngừa chu đáo nên lập tức khải hoàn. Nhưng A Mẫn vẫn cố chấp, muốn cùng Đỗ Độ đóng quân đồn trú ở Triều Tiên, Đỗ Độ cũng không đồng ý. Cuối cùng, Nhạc Thác và Tế Nhĩ Cáp Lãng bắt giữ em trai của Lý Tông là Lý Giác (李觉), buộc Lý Tông đầu hàng, đồng ý cống nạp. Vì vậy, Hậu Kim kết liên minh cùng Triều Tiên, sau đó mới báo cho A Mẫn. A Mẫn lấy lý do mình không tham gia vào việc kết minh, dung túng cho binh sĩ dưới trướng cướp bóc. Nhạc Thác khuyên A Mẫn "Đã kết minh mà còn cướp bóc, không phải hành động nhân nghĩa", lại để cho Lý Giác kết minh cùng với A Mẫn, rồi dẫn quân khải hoàn về triều, kết thúc chiến sự ở Triều Tiên. Hoàng Thái Cực đích thân đến đón đại quân khải hoàn trở về, ban thưởng cho A Mẫn một bộ quần áo ngự dụng. Cùng năm đó, ông theo Hoàng Thái Cực phạt Minh, vây Cẩm Châu, tấn công Ninh Viễn và giết hơn một ngàn bộ binh của quân Minh.
Năm thứ 4 (1630), Hoàng Thái Cực đi đường vòng qua Mông Cổ trực tiếp tấn công kinh sư Bắc Kinh, liên tiếp đánh hạ bốn thành Vĩnh Bình, Loan Châu, Thiên An và Tuân Hóa, và ra lệnh cho A Mẫn cùng với Bối lặc Thạc Thác đóng quân trú thủ với 5.000 người. Ông đóng quân ở Vĩnh Bình, chia người đến đóng giữ ở 3 địa phương còn lại. Minh Kinh lược Tôn Thừa Tông suất quân tấn công đến, quân A Mẫn quá ít không thể địch lại, liền lệnh cho 3 tướng thủ thành ở 3 địa phương khác bỏ thành chạy về phía Đông, lại lệnh giết hết tất cả tướng lĩnh nhà Minh đầu hàng và người dân trong thành.
Tháng 6, Hoàng Thái Cực phái Đỗ Độ đi viện trợ, nhưng nghe nói A Mẫn và những người khác đã bỏ bốn thành để trở về, Hoàng Thái Cực đại nộ, triệu tập các Bối lặc nghị tội A Mẫn. Ngoài việc bỏ thành phố lần này, A Mẫn còn bị khép tội có lòng riêng, năm đó ở Triều Tiên có âm mưu tự lập và các tội danh khác. Sau khi luận tội, các Bối lặc khép ông vào tội chết, Hoàng Thái Cực khoan dung phạt u cấm, tất cả gia sản, điền sản và đầy tớ đều thuộc về em trai ông là Tế Nhĩ Cáp Lãng.
Năm Sùng Đức thứ 5 (1640), giờ Thân ngày 16 tháng 11 (âm lịch), A Mẫn chết ở nơi giam cầm.

## Gia quyến

### Thê thiếp
- Nguyên phối: Huy Phát Nạp Lạt thị (纳喇氏), con gái của Bối lặc Thai Thi (台诗).
- Kế thất: Nạp Lạt thị (纳喇氏), con gái của Huy Phát Bối lặc Bái Âm Đạt Lý.
- Tam thú Phúc tấn: Nạp Lạt thị (纳喇氏), con gái của Nhan Chư (颜诸).[3]
- Tứ thú Phúc tấn: Bác Nhĩ Tế Cát Đặc thị (博尔济吉特氏), con gái của Trát Lỗ Đặc Hòa Thạc Tề Bối lặc Lạc Tát (硕齐贝勒洛萨)
- Ngũ thú Phúc tấn: Bác Nhĩ Tế Cát Đặc thị (博尔济吉特氏), con gái của Bối lặc Tắc Đặc Lý (塞特里).

### Hậu duệ

#### Con trai
1. Hoành Khoa Thái (宏科泰; 30 tháng 8 năm 1604 - 17 tháng 3 năm 1632), mẹ là Đích Phúc tấn Huy Phát Nạp Lạt thị. Cưới con gái của Ân Cách Đức Nhĩ và Hòa Thạc Đoan Thuận Công chúa Tôn Đại. Có ba con trai.
2. Ái Độ Lễ (愛度禮; 1610 - 1644), mẹ là Đích Phúc tấn Huy Phát Nạp Lạt thị. Sơ phong Trấn quốc công. Năm 1644 phạm tội bị xử tử, con cháu bị truất Tông thất, hàng làm thứ dân. Năm 1713, con cháu được ban "Hồng đái tử", phụ nhập vào cuối ngọc điệp. Cưới con gái của Ô Lạp Bối lặc Bố Chiếm Thái. Có bảy con trai.
3. Cố Nhĩ Mã Hồn (固爾瑪渾; 1615 - 1681), mẹ là Đích Phúc tấn Nạp Lạt thị. Năm 1639 nhờ quân công mà được phong Phụ quốc công. Năm 1640 vì liên quan đến A Mẫn, ông cũng bị cách tước. Năm 1648 phục phong Phụ quốc công, 1 năm sau tấn Bối tử. Sau khi qua đời được truy thụy "Ôn Giản Bối tử" (温簡貝子). Có bảy con trai.
4. Cung A (恭阿; 1623 - 1649), mẹ là Tứ thú Phúc tấn Bác Nhĩ Tế Cát Đặc thị. Năm 1649 được phong Trấn quốc công, theo Trịnh Thân vương Tế Nhĩ Cáp Lãng chinh phạt Hồ Quảng, mất trong quân. Cưới Nạp Lạt thị, con gái của Hộ quân Thống lĩnh Nghị chính đại thần Đô Nhĩ Đức Hách Nghi (都尔德赫宜). Có một con trai.
5. Quả Cái (果蓋; 1629 - 1660), mẹ là Tứ thú Phúc tấn Bác Nhĩ Tế Cát Đặc thị. Năm 1649 được phong Nhị đẳng Trấn quốc Tướng quân, 2 năm sau tấn Trấn quốc công. Sau khi qua đời được truy thụy "Trấn quốc Đoan Thuần công" (鎭國端純公). Có sáu con trai.
6. Quả Lại (果賴; 1630 - 1651), mẹ là Tứ thú Phúc tấn Bác Nhĩ Tế Cát Đặc thị. Năm 1649 được phong Nhị đẳng Trấn quốc Tướng quân, 2 năm sau tấn Trấn quốc công. Có ba con trai.

## Trong văn hoá đại chúng
| Năm  | Tác phẩm                                         | Diễn viên               |
| 1986 | Nỗ Nhĩ Cáp Xích                                  | Vu Khoách (于扩)        |
| 1987 | Mãn Thanh thập tam hoàng triều (满清十三皇朝)    | Ngô Thải Nam (吴彩南)   |
| 1992 | Nhất đại hoàng hậu Đại Ngọc Nhi (一代皇后大玉儿) | Trương Kỷ Bình (张纪平) |
| 2002 | Hiếu Trang bí sử (孝莊秘史)                      | Thẩm Bảo Bình (沈保平)  |
| 2005 | Minh mạt phong vân (明末风云)                    | Nhậm Học Hải (任学海)   |
| 2006 | Thái Tổ bí sử (太祖秘史)                         | Vương Văn Quân (王文军) |
| 2012 | Sơn hà luyến - Mỹ nhân vô lệ (山河恋 · 美人无泪) | Tôn Bân Hạo (孙彬皓)    |